# Antipixel
Le « Pixel Button » ou « Antipixel » est une bannière de 80 pixels de large sur 15 pixels de haut que l'on retrouve sur les sites web et les blogs.
À l'origine elle s'utilisait pour  signaler un Flux RSS ou une certification de validité (Valide html, w3c, etc.).

## Histoire
Fin 2002, Jeremy Hedley, ne trouvant pas de picto "W3C Compliant", se mit à créer une série de boutons. Il les met ensuite à disposition sur son blog Antipixel.com.
Une partie de la paternité du format revient aussi à Jason Kottke, le créateur de la police de caractère Silkscreen qui est utilisée sur les boutons Antipixel.
Avec l'utilisation importante de ce format sur les blogs, l'antipixel est devenu un standard du web.